# Hedwig Bilgramová
Hedwig Bilgramová (* 31. března 1933 Memmingen) je německá varhanice a cembalistka. Byla profesorkou hry na varhany a cembalo na Hudební a divadelní univerzitě v Mnichově.

## Život a kariéra
Od raného věku studovala hru na klavír a pokračovala ve studiu varhan u Karla Richtera a klavíru u Friedricha Wührera. V roce 1959 získala první cenu na Mezinárodní hudební soutěži ARD. V roce 1961 začala vyučovat na  Hudební a divadelní univerzitě v Mnichově  a v roce 1964 se stala profesorkou.
Dlouhá léta vystupovala s Münchener Bach-Chor a Münchener Bach-Orchester pod vedením Karla Richtera. Hedwig Bilgramová hrála na mnoha koncertech s renomovanými dirigenty jako byli: Leonard Bernstein, Herbert von Karajan, Diethard Hellmann a Rudolf Kempe. V roce 1971 provedla premiéru Koncertu pro varhany a orchestr Haralda Genzmera.[1]Vystupovala jako sólistka a se známými hudebníky jako je Maurice André nebo Jean-Pierre Rampal. Od roku 1990 je členkou Berlin Haydn Ensemble. Premiérovala díla Haralda Genzmera, Henriho Tomasiho a André Joliveta.